# Neustadt (Leipzig)

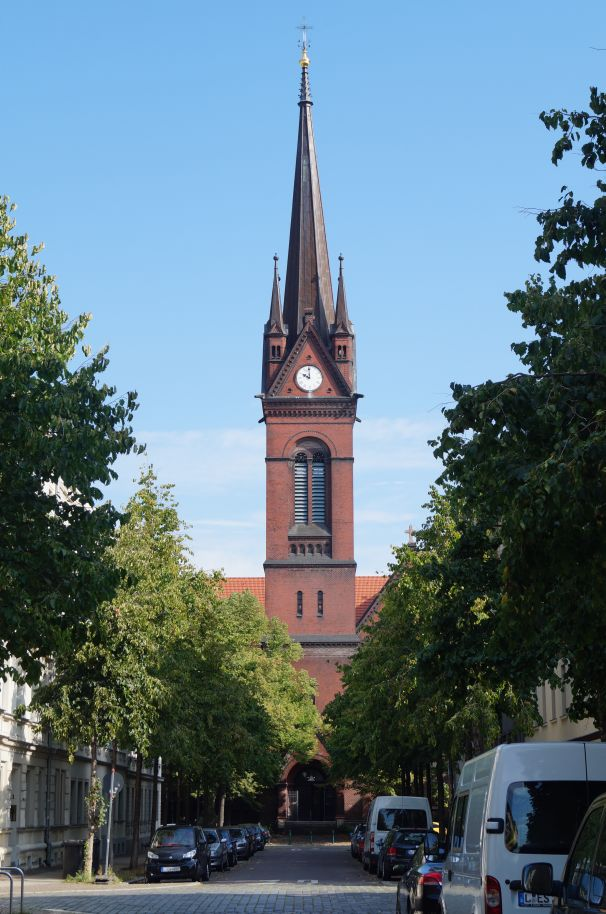
Blick von der Hedwigstraße zur Heilig-Kreuz-Kirche (2015)

Neustadt ist ein Stadtteil im Stadtbezirk Ost von Leipzig. Er gehört zum Ortsteil Neustadt-Neuschönefeld.

## Lage
Neustadt liegt etwa 2,5 km nordöstlich der Leipziger Stadtmitte jenseits der Ostvorstadt (Ortsteil Zentrum-Ost), von der er durch die Rosa-Luxemburg-Straße getrennt wird. Im Süden wird Neustadt von der Eisenbahnstraße begrenzt (Stadtteil Neuschönefeld), im Osten von der Hermann-Liebmann-Straße (Stadtteil Volkmarsdorf), im Norden von den Anlagen der Leipzig-Dresdner Eisenbahn.
Die Gemarkung Neustadt hat eine Fläche von 21,8 Hektar.

## Geschichte

Heilig-Kreuz-Kirche (um 1900)

Neustadt entstand mit der Expansion Leipzigs in der Gründerzeit. Der Neue Anbau vor Schönefeld wurde um 1870 planmäßig im südwestlichen (d. h. Leipzig am nächsten gelegenen) Teil des damaligen Rittergutsbezirks Schönefeld angelegt. Dies war eine Reaktion auf den Bevölkerungsboom der Stadt Leipzig infolge der Industriellen Revolution. Das Gelände hatte zunächst einen annähernd quadratischen Grundriss, begrenzt von der Alleestraße (heute Schulze-Delitzsch-Straße) im Norden, dem Kirchweg (heute Hermann-Liebmann-Straße) im Osten, der damaligen Trasse der Leipzig-Dresdner Eisenbahn (heute Eisenbahnstraße) im Süden und der Hauptstraße (heute Neustädter Straße) im Westen.

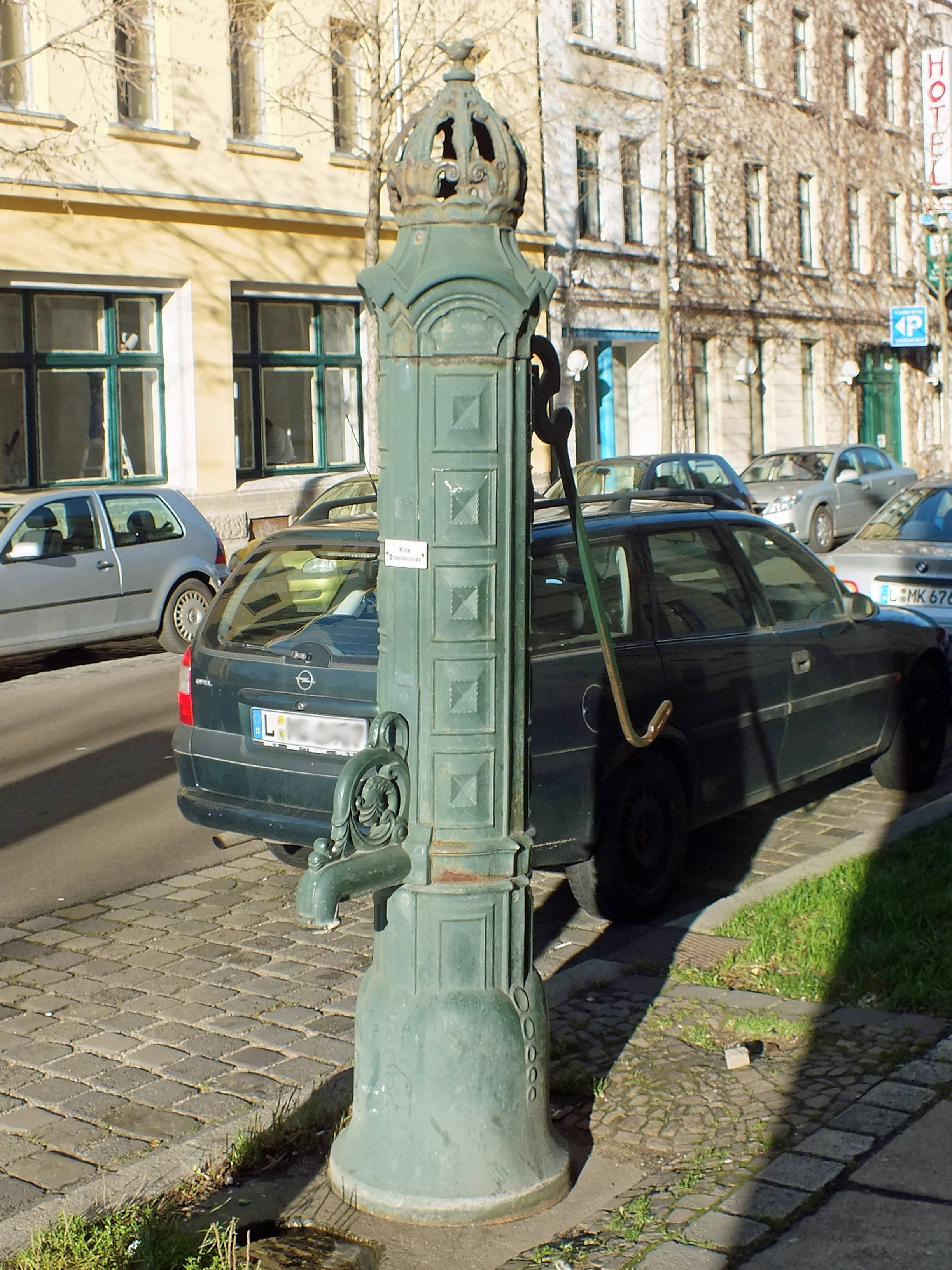
Denkmalgeschützte Handschwengelpumpe in der Hedwigstraße

In der Mitte des Gebiets wurde ein Straßenkreuz aus der in Nord-Süd-Richtung verlaufenden Hedwigstraße (benannt nach der Schönefelder Gutsbesitzerin Hedwig von Eberstein) und der west-östlichen Mariannenstraße (nach Hedwigs Mutter Marianne Freifrau von Eberstein) angelegt. Die so entstehende Nord- und Südhälfte des Geländes wurde nochmals durch je eine von West nach Ost verlaufende Parallelstraße halbiert. Am Nordende der Hedwigstraße wurde ein quadratischer Marktplatz (Neustädter Markt) angelegt. Die so entstandenen Karrees wurden anschließend parzelliert und mit drei- bis viergeschossigen Mietshäusern bebaut (Blockrandbebauung).
Ab Ostern 1874 gab es in der Ludwigstraße eine provisorische Schule: Zwei Lehrer und ein Hilfslehrer unterrichteten 270 Kinder in drei Klassen. Bereits 1875 hatte der „Neue Anbau“ rund 4300 Einwohner, deutlich mehr als die Muttergemeinde Schönefeld mit etwa 2900 Einwohnern. Der Schönefelder Gemeinderat beschloss im selben Jahr die Einrichtung eines eigenen Feuerwehrzugs für den Neuen Anbau, der mit einer Karrenspritze ausgerüstet wurde. Die Wohnverhältnisse waren beengt, die Sicherheitslage bedenklich. Einem Artikel im Leipziger Tageblatt von 1876 zufolge bezeichneten Leipziger Polizeiorgane den Neuen Anbau mit „der Verdacht“. Ab 1877 wurde in der damaligen Alleestraße ein eigenes Schulgebäude errichtet, das am Reformationstag 1878 eingeweiht wurde (heutige Wilhelm-Wander-Grundschule). Die Trasse der Leipzig-Dresdner Eisenbahn wurde 1879 verlegt und verläuft seitdem nördlich von Neustadt, anstelle der früheren Bahntrasse wurde die Eisenbahnstraße angelegt.
Der „Neue Anbau“ wurde 1881 vom Rittergutsbezirk Schönefeld getrennt und bildete anschließend unter dem Namen Neustadt bei Leipzig eine selbstständige Landgemeinde in der Amtshauptmannschaft Leipzig. Ende 1882 wurde Neustadt durch die Neuschönefelder Straßenbahntrasse an das Netz der Leipziger Pferde-Eisenbahn angeschlossen. Im Jahr 1885 zählte die Gemeinde Neustadt bereits 7656 Einwohner. Am 1. Januar 1890 wurde sie – zeitgleich mit den benachbarten Gemeinden Neuschönefeld und Volkmarsdorf – in die Stadt Leipzig eingemeindet. Nachdem das seit 1845 westlich von Neustadt gelegene Sägewerk (Dampfschneidemühle) Bäßler & Bomnitz 1889 abgerissen worden war, wurde die Wohnbebauung Anfang der 1890er Jahre auch dorthin – bis zur heutigen Rosa-Luxemburg-Straße – fortgesetzt. Bis 1900 wuchs die Einwohnerzahl auf 12.314.
Von Zerstörungen im Zweiten Weltkrieg blieb Neustadt weitgehend verschont. Die Altbausubstanz verfiel jedoch während der DDR-Zeit, da nicht in ihre Instandhaltung investiert wurde. Der geringe Ausstattungsstandard (Wohnungen ohne Bad, zum Teil nur Außen-WC) galt als unattraktiv. Eine Wohngemeinschaft in der Mariannenstraße 46 (die „Marianne“) war Ende der 1980er-Jahre ein Treffpunkt der Leipziger Menschenrechts- und Umweltbewegung im Vorfeld der Friedlichen Revolution. Mit einer umfunktionierten Wäschemangel im Keller des Hauses vervielfältigten die Aktivisten 1988 Flugblätter mit Demonstrationseinladungen.
Nach der Wende standen 1991 ca. 800 der rund 2300 Wohnungen in Neustadt leer. Mit der kommunalen Gliederung von 1992 ordnete die Stadtverwaltung Neustadt dem statistischen Ortsteil Neustadt-Neuschönefeld zu. Noch im selben Jahr erklärte die Ratsversammlung die gesamte Neustadt zum Sanierungsgebiet. Nach der Sanierung der meisten Wohnhäuser erfreut sich das Wohngebiet wieder zunehmender Beliebtheit, vor allem bei jungen Erwachsenen und Menschen mit Migrationshintergrund, und weist deutlich steigende Einwohnerzahlen auf. Das Gebiet an der Eisenbahnstraße gilt jedoch weiter als sozialer Brennpunkt und Kriminalitätsschwerpunkt.

## Sehenswürdigkeiten

### Heilig-Kreuz-Kirche
Zentrum von Neustadt ist die am Neustädter Markt nach Plänen vom deutschen Architekten Paul Lange 1893/94 erbaute Heilig-Kreuz-Kirche im neogotischen Stil. Der 67 m hohe Hauptturm steht in Sichtachse zur Hedwigstraße und ist mit roten Verblendziegeln verkleidet. 2009 wurde die vom Bautzener Orgelbauer Hermann Eule aus dem Jahre 1894 gebaute Orgel grundlegend saniert.

### Galerie Hotel Leipziger Hof

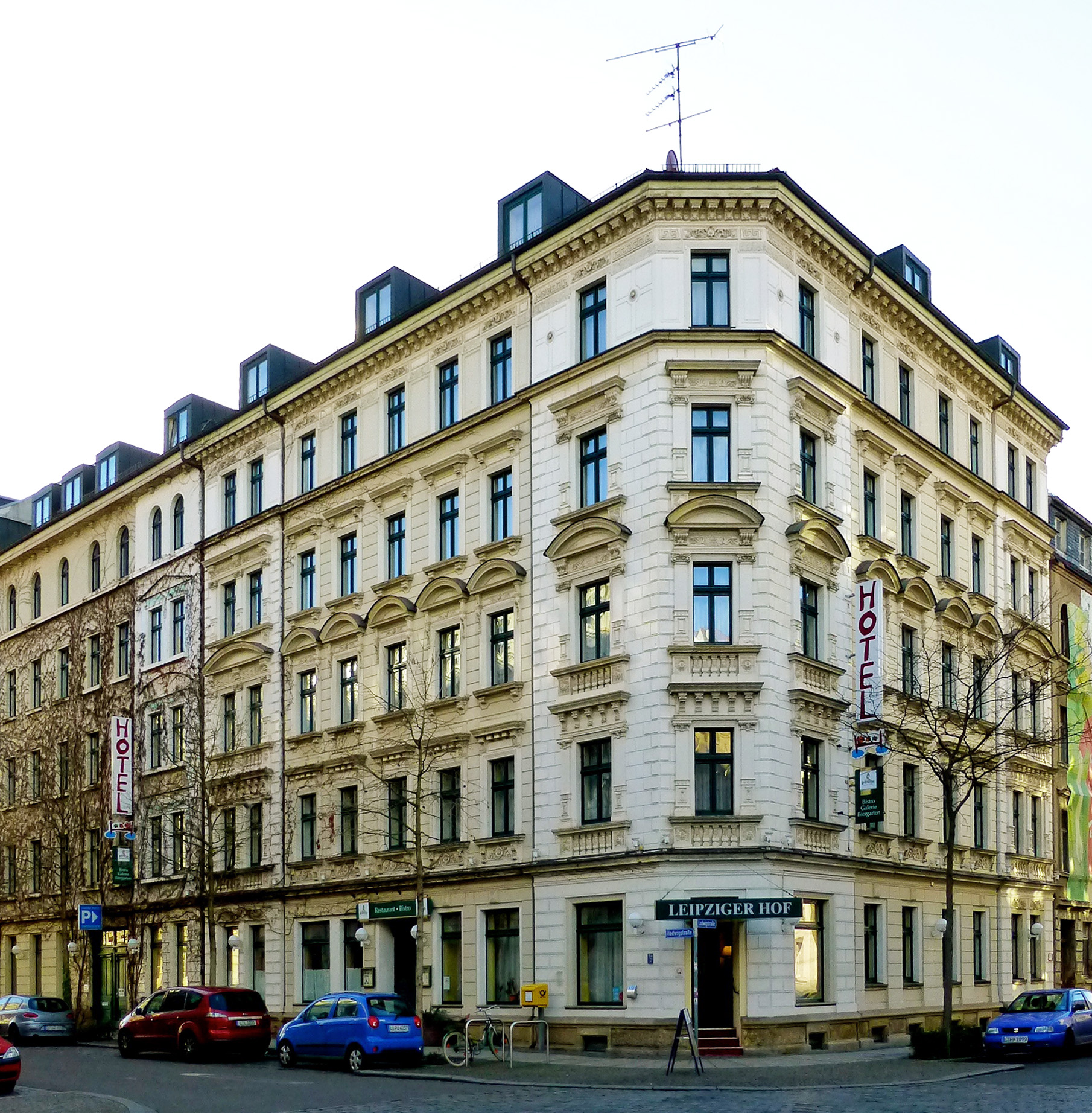
Galerie Hotel Leipziger Hof (2015)

Das Ende 1992 von dem Physikprofessor Klaus Eberhard eröffnete Galerie Hotel Leipziger Hof in der Hedwigstraße gehört zu den denkmalgeschützten Gebäuden (erbaut 1886) und zeichnet sich insbesondere durch die im ganzen Hotel inklusive der Gästezimmer ausgestellten originalen Kunstwerke von zeitgenössischen Künstlern der Leipziger Schule und Neuen Leipziger Schule aus. Die Sammlung erwarb der Eigentümer des Hotels während der Wende Anfang der 1990er Jahre und erweiterte sie in der Folgezeit. Neben dieser Dauerausstellung gibt es regelmäßig Einzelausstellungen in der in dem Hotel integrierten Galerie galerie.leipziger-schule, eröffnet im Dezember 1995. Die Sammlung beinhaltet u. a. Werke von Arno Rink, Elisabeth Voigt, Michael Fischer-Art, Neo Rauch, Sighard Gille, Werner Tübke und Wolfgang Mattheuer.
Im Oktober 2008 war das Galerie Hotel Leipziger Hof Drehort für das Hotel Elster im MDR-Tatort Mauerblümchen mit Simone Thomalla und Martin Wuttke.